# 葡萄が目にしみる
『葡萄が目にしみる』（ぶどうがめにしみる）は、林真理子の小説。1984年11月に角川書店から刊行された。第92回（1984年下半期）直木賞候補作。
本作を原作としたテレビドラマがペプシドラマスペシャルとしてフジテレビ系列で1991年9月16日の16:00 - 17:25にペプシコ社の一社提供にて放送された。戸田菜穂のドラマ初主演作品であり、櫻井淳子のデビュー作品である。

## テレビドラマ

### あらすじ（テレビドラマ）
山梨県の葡萄農家の娘・岡崎乃里子は、友達の家へ急ぐ途中。畑から道へ飛び出した乃里子を避けようとしたバイクが前輪を溝の中に突っ込む。怒って乃里子を見つめるライダー、それが岩永健男だった。3年後の夏、乃里子は高校3年生に。親友の水野祐子、鈴木菊代と高校最後の夏休みの思い出作りに、それぞれの好きな人に想いを告白しようということになった。乃里子が想いを告げられずにいる片思いの相手とは健男だった。健男は同じ高校の同級生でラグビー部のエース。宛名のないラブレターをしたため覚悟の登校をする乃里子だが、手紙をなくしてしまう。慌てる乃里子に、校内放送が聞こえてきた。健男の声だ。「どうしてあなたが、今の私の想う気持ちを…」、それは乃里子の手紙の文面だった…。

### キャスト
- 岡崎乃里子：戸田菜穂
- 岩永健男：萩原聖人
- 水野祐子：櫻井淳子
- 鈴木菊代：大寶智子
- 中山今日子：桜井幸子
- 岡崎多美江：田島令子
- 岡崎市蔵：蟹江敬三
- 江川芳文、野村祐人、中上雅己、橋本景子ほか

### スタッフ
- 原作：林真理子「葡萄が目にしみる」
- 脚本：水橋文美江
- 演出：小野原和宏
- 音楽：大島ミチル
- 主題歌：浜田麻里「Tele-Control」
- ロケ協力：山梨市役所、石和町役場、山交百貨店、東海旅客鉄道、東日本旅客鉄道　ほか
- 技術協力：バスク、ウェルアップ
- 企画：山田良明
- プロデューサー：清野豊、関本広文
- 制作著作：フジテレビ

| スタブアイコン | サブスタブ | この項目は、まだ閲覧者の調べものの参照としては役立たない、文学に関連した書きかけの項目です。この項目を加筆・訂正などしてくださる協力者を求めています（P:文学、PJ:ライトノベル）。項目が小説家・作家の場合には{Writer-substub}を、文学作品以外の本・雑誌の場合には{Book-substub}を貼り付けてください。 |